# NK Radomlje
NK Radomlje (słoweń. Nogometni Klub Radomlje) – słoweński klub piłkarski z siedzibą w mieście Radomlje w środkowej części kraju.

## Historia
Chronologia nazw:
- 1972–1993: NK Radomlje
- 1993–199?: NK Radomlje Dob
- 199?–...: NK Radomlje

Klub został założony w 1972 roku jako NK Radomlje. Na początku swego istnienia zespół występował w niższych ligach regionalnych mistrzostw Jugosławii. Po uzyskaniu niepodległości przez Słowenię w sezonie 1992/93 zdobył awans do trzeciej ligi. Przed rozpoczęciem sezonu 1993/94 połączył się z NK Dob i jako NK Radomlje Dob debiutował w grupie zachodniej 3 SNL. W następnym sezonie 1994/95 zajął 11 miejsce i spadł do ligi regionalnej. Potem fuzja rozpadła się i klub przywrócił swoją historyczną nazwę NK Radomlje. Do trzeciej ligi powrócił dopiero w sezonie 2003/04. W kolejnym sezonie 2004/05 uplasował się na drugiej pozycji w grupie zachodniej, a w sezonie 2010/11 zwyciężył w grupie zachodniej i tym razem zdobył awans do drugiej ligi. Pierwszy sezon w drugiej lidze był dość udany - 5 miejsce, w następnym sezonie 2012/13 ponownie zakończył rozgrywki na piątym miejscu. W sezonie 2013/14 zajął 2 miejsce w barażach miał spotkać się z NK Krka. Jednak w związku z tym, że mistrz 2 ligi NK Dob odmówił promocji do 1 ligi, baraże zostały odwołane i klub po raz pierwszy zdobył awans do pierwszej ligi.

## Sukcesy

### Trofea międzynarodowe
Nie uczestniczył w rozgrywkach europejskich (stan na 31-05-2014).

### Trofea krajowe
Słowenia
| \| \| Zdobyte trofea w rozgrywkach Słowenii (stan na: 31-05-2014) \| |                                                             |      |          |
| Rozgrywki                                                            | Osiągnięcie                                                 | Razy | Sezon(y) |
| Mistrzostwo                                                          | I miejsce                                                   | 0    |          |
| Mistrzostwo                                                          | II miejsce                                                  | 0    |          |
| Mistrzostwo                                                          | III miejsce                                                 | 0    |          |
| Mistrzostwo                                                          | ? miejsce                                                   | 1    | 2014     |
| Puchar                                                               | zdobywca                                                    | 0    |          |
| Puchar                                                               | finalista                                                   | 0    |          |
| Puchar                                                               | 1/8 finału                                                  | 1    | 2014     |
| II liga                                                              | I miejsce                                                   | 0    |          |
| II liga                                                              | II miejsce                                                  | 1    | 2014     |
| II liga                                                              | III miejsce                                                 | 0    |          |
| Słowenia                                                             | Zdobyte trofea w rozgrywkach Słowenii (stan na: 31-05-2014) |      |          |

- 3 liga (D3):
  - mistrz (1x): 2010/11
  - wicemistrz (3x): 1993/94, 2004/05, 2006/07
  - 3. miejsce (1x): 2008/09

## Stadion
Klub rozgrywa swoje mecze domowe na stadionie Športni park w Radomlje, który może pomieścić 700 widzów.